# Grupo Desportivo de Resende
O Grupo Desportivo de Resende, também conhecido como GD Resende ou simplesmente Resende, é um clube português sedeado na vila de Resende, distrito de Viseu. Foi fundado em 1928 sendo a sua oficialização legal a 13/05/1929.
Disputou durante largos anos os campeonatos distritais de Viseu, tendo conquistado a 2ª divisão da AF Viseu por uma vez e a 1ª divisão da AF Viseu por três vezes. 
Participou por 3 ocasiões na Taça de Portugal (1991/92, 2017/2018 e 2022/2023), tendo atingido a 2ª eliminatória da competição por duas ocasiões (2017/2018 e 2022/2023).
Conta ainda com uma inédita participação no Campeonato de Portugal (2022/2023), onde terminou na 13º posição.
Atualmente, o Grupo Desportivo de Resende milita na Divisão de Honra da Associação de Futebol de Viseu.